# Fyvush Finkel
Philip "Fyvush" Finkel, född 9 oktober 1922 i Brooklyn, New York City, död 14 augusti 2016 i Manhattan, samma stad, var en amerikansk skådespelare.

## Utmärkelser
Finkel vann en Emmy för bästa manliga biroll i en dramaserie 1994 för Småstadsliv.

## Roller i urval
- 1992–1996 – Småstadsliv (TV-serie)
- 1993 – Kär i karriären
- 1995 – Nixon
- 1996 – Rugrats (TV-serie) (röst)
- 1997 – Simpsons (TV-serie) (röst)
- 1998–1999 – Fantasy Island (TV-serie)
- 2000–2004 – Boston Public (TV-serie)
- 2009 – A Serious Man
- 2011 – Harry's Law (TV-serie)
- 2013 – Blue Bloods (TV-serie)